# 5마일 범퍼

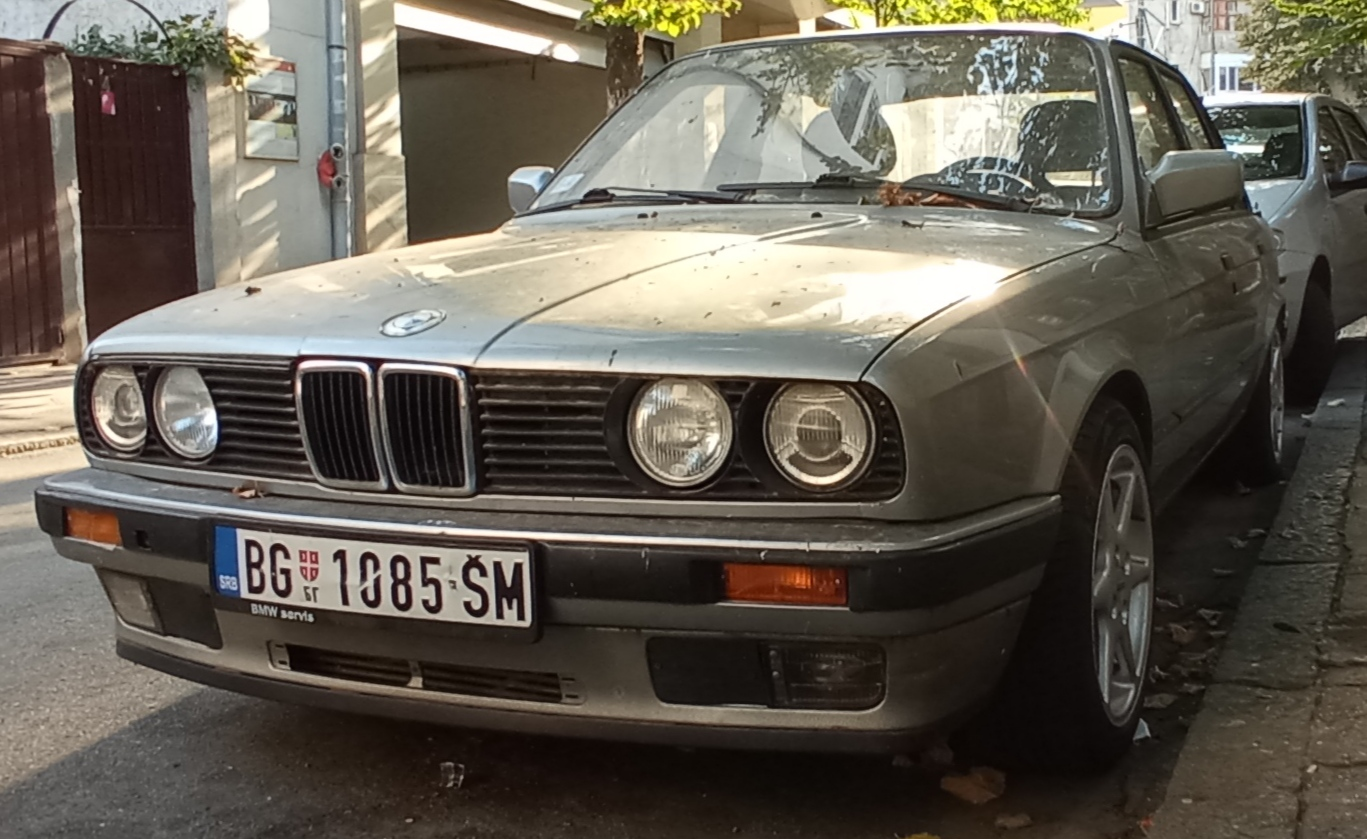
BMW e30에 장착된 5마일 범퍼(검은색 부분)

5마일 범퍼(5-Mile Bumper)는 충격 흡수력이 월등한 폴리우레탄 재질로 만들어진 범퍼이다. 1972년 미국과 캐나다에서 시행되었던 시속 5마일(8km/h)이내의 충돌에서는 범퍼가 충격을 흡수한 후 즉시 원상 복구되어 헤드램프와 연료 공급 시스템 등 차체 및 기능 부품의 손상을 완전히 방지할 수 있어야 한다는 규정에 따라 만들어졌다. 특수 플라스틱, 폴리우레탄, 강철 프레임의 3중 구조로 되어 있어 저속 사고 시 차체의 손상을 방지할 수 있었지만, 강화 플라스틱, 탄소 강화 플라스틱 등 층격 흡수 소재의 개발로 대체되었다.